# Diócesis de San Martín
La diócesis de San Martín (en latín: Dioecesis Foromartiniensis) es una circunscripción eclesiástica de la Iglesia católica en Argentina. Se trata de una diócesis latina, sufragánea de la arquidiócesis de Buenos Aires. Desde el 5 de diciembre de 2020 su obispo es Martín Fassi.

## Territorio y organización
La diócesis tiene 102 km² y extiende su jurisdicción sobre los fieles católicos de rito latino residentes en la provincia de Buenos Aires en los partidos de General San Martín y Tres de Febrero. Geográficamente es la diócesis más pequeña de Argentina.
La sede de la diócesis se encuentra en la ciudad de San Martín, en donde se halla la Catedral de Jesús Buen Pastor.
En 2020 en la diócesis existían 40 parroquias agrupadas en 5 decanatos: En marzo de 2015 fue erigida una nueva parroquia de San Juan Bosco en La Cárcova llevando el total a 39 parroquias y una cuasiparroquia.
Decanato Caseros
- Nuestra Señora de Lourdes (en Santos Lugares)
- Monte Calvario-Santa Teresita (en Caseros)
- Nuestra Señora de la Medalla Milagrosa (en Caseros)
- Nuestra Señora de la Merced (en Caseros)
- Sagrado Corazón de Jesús (en Caseros)
- San José Obrero (en Caseros)
- Santa Teresa del Niño Jesús (en Sáenz Peña)

Decanato Ciudadela
- Nuestra Señora de Fátima (en Ciudadela)
- Nuestra Señora Señora de Lourdes (en Ciudadela)
- San Antonio de Padua (en Ciudadela)
- Santa Juana de Arco (en Ciudadela)
- Santa Sinforosa (en Ciudadela)
- San Cristo (en José Ingenieros)

Decanato San Martín
- Catedral de Jesús Buen Pastor (en San Martín)
- María Inmaculada (en San Martín)
- Nuestra Señora del Rosario (en Villa Progreso de San Martín)
- Nuestra Señora del Santísimo Sacramento (en San Martín)
- La Asunción y San Andrés (en San Andrés)
- Nuestra Señora de Luján (en San Andrés)
- San José (en Villa Maipú)
- Santísimo Calvario y Nuestra Señora del Líbano (en Villa Lynch. Parroquia birritual, integra también la Eparquía maronita de San Charbel en Buenos Aires[5])

Decanato Villa Ballester
- Inmaculada Concepción (en José León Suárez)
- San Cayetano (en José León Suárez)
- San Juan Bosco (en La Cárcova de José León Suárez)
- María Auxiliadora (en Malaver de Villa Ballester)
- María Madre de la Iglesia (en Chilavert de Villa Ballester)
- Nuestra Señora de Luján (en Chilavert de Villa Ballester)
- Nuestra Señora de la Merced (en Villa Ballester)
- Sagrado Corazón de Jesús (en Villa Ballester)
- Santuario Eucarístico Diocesano (en Villa Ballester)

Decanato Villa Bosch-Loma Hermosa
- Vicaría Inmaculado Corazón de María (en  El Libertador)
- Asunción de la Virgen (en Villa Bosch)
- Nuestra Señora Señora del Carmen (en Villa Bosch)
- San Francisco de Asís (en Villa Bosch)
- La Sagrada Familia (en Billinghurst)
- La Sagrada Familia (en Ciudad Jardín Lomas del Palomar)
- Nuestra Señora de Betharram y San José (en Martín Coronado)
- Nuestra Señora de Castelmonte (en Pablo Podestá)
- Nuestra Señora de Luján del Buen Viaje (en Loma Hermosa)
- San José (en Loma Hermosa)

## Historia
Durante la época colonial fue asiento de conventos franciscanos (que le dieron el nombre de Santos Lugares) y mercedarios. En 1825 se creó el curato de Jesús Amoroso (hoy catedral Jesús Buen Pastor). Hasta 1897 dependió de la arquidiócesis de Buenos Aires, pero a partir de esa fecha dependió de la diócesis de La Plata hasta 1957. En ese lapso se crearon diversas parroquias y se comenzó el desarrollo económico y social del territorio. En 1957 Pío XII integró a San Martín (que hasta 1959 comprendía los dos partidos, ese año se crea el de 3 de Febrero) en la nueva diócesis de Morón.
La diócesis fue erigida el 10 de abril de 1961 con la bula Hispanae linguae del papa Juan XXIII, tomando el territorio de las diócesis de Morón y San Isidro. Su primer obispo fue Manuel Menéndez, quien siendo obispo auxiliar de Buenos Aires y asesor general de la ACA fue nombrado obispo de la nueva diócesis el 12 de junio de 1961, y asumió el 1 de octubre de 1961. Permaneció 30 años, en los cuales organizó la diócesis, creó la escuela de ministerios y Cáritas, impulsó la construcción del Santuario Eucarístico de Villa Ballester en 1979, y creó nuevas parroquias.
El 11 de julio de 1978 cedió una parte de su territorio para la erección de la diócesis de San Miguel mediante la bula Tutius ut consuleretur del papa Pablo VI.
El 22 de marzo de 1980, con la carta apostólica Beatam Mariam, el papa Juan Pablo II confirmó a la Santísima Virgen María, venerada con el título de Nuestra Señora de Lourdes, como patrona principal de la diócesis, y san José Obrero, como patrono secundario.
El segundo obispo fue Luis Héctor Villalba, también obispo auxiliar de Buenos Aires, que fue nombrado el 16 de julio de 1991, asumiendo el 26 de octubre de 1991. Durante su gestión creó los seminarios catequísticos para laicos, el seminario diocesano, inició las asambleas diocesanas, organizó los 5 decanatos (San Martín, Ballester, Villa Bosch-Loma Hermosa, Caseros, y Ciudadela) y ordenó los primeros diáconos y sacerdotes formados en la diócesis.
El tercer obispo fue Raúl Rossi, también era obispo auxiliar de Buenos Aires cuando el 22 de febrero de 2000 fue trasladado a San Martín, asumiendo el 1 de mayo de 2000. En su gestión se celebró el Jubileo Cristiano del año 2000. Falleció el 2 de febrero de 2003.
El cuarto obispo fue Guillermo Rodríguez-Melgarejo, quien era obispo auxiliar de Buenos Aires cuando el 30 de mayo de 2003 fue trasladado a San Martín, asumiendo el 9 de agosto de 2003.
El papa Francisco eligió al presbítero Han Lim Moon como obispo titular de Tucca de Mauritania el 5 de febrero de 2014, asignándolo como auxiliar de la diócesis de San Martín y fue consagrado el 4 de mayo de 2014 en la parroquia Jesús Buen Pastor, convirtiéndose en el quinto titular de la diócesis.
El 15 de junio de 2018 el papa Francisco  nombró a Miguel Ángel D'Annibale nuevo obispo de la diócesis de San Martín. Este falleció el 14 de abril de 2020 y fue designado Martín Fassi el 5 de diciembre de 2020 como sexto obispo.

## Patronos
- Nuestra Señora de Lourdes (11 de febrero)
- Nuestra Señora de La Merced (24 de septiembre)
- San José Obrero (1 de mayo)

## Estadísticas
Según el Anuario Pontificio 2021 la diócesis tenía a fines de 2020 un total de 560 100 fieles bautizados.
| Año                                                                             | Población            | Población | Población      | Sacerdotes | Sacerdotes    | Sacerdotes    | Bautizados por sacerdote | Diáconos permanentes | Religiosos | Religiosos | Parroquias |
| Año                                                                             | Bautizados católicos | Total     | % de católicos | Total      | Clero secular | Clero regular | Bautizados por sacerdote | Diáconos permanentes | Varones    | Mujeres    | Parroquias |
| ------------------------------------------------------------------------------- | -------------------- | --------- | -------------- | ---------- | ------------- | ------------- | ------------------------ | -------------------- | ---------- | ---------- | ---------- |
| 1961                                                                            | ?                    | 770 000   | ?              | 139        | 33            | 106           | ?                        |                      | 18         | 31         | 35         |
| 1970                                                                            | ?                    | 1 026 458 | ?              | 156        | 42            | 114           | ?                        |                      | 129        | 449        | 42         |
| 1972                                                                            | 907 226              | 1 000 250 | 90.7           | 150        | 44            | 106           | 6048                     |                      | 160        | 540        | 43         |
| 1980                                                                            | 942 000              | 1 013 000 | 93.0           | 78         | 31            | 47            | 12 076                   |                      | 85         | 552        | 35         |
| 1990                                                                            | 880 000              | 1 080 000 | 81.5           | 100        | 33            | 67            | 8800                     |                      | 75         | 168        | 39         |
| 1999                                                                            | 820 000              | 896 000   | 91.5           | 95         | 34            | 61            | 8631                     | 9                    | 107        | 189        | 37         |
| 2000                                                                            | 810 800              | 885 000   | 91.6           | 89         | 30            | 59            | 9110                     | 9                    | 93         | 188        | 37         |
| 2001                                                                            | 810 800              | 885 000   | 91.6           | 91         | 32            | 59            | 8909                     | 8                    | 102        | 186        | 37         |
| 2002                                                                            | 592 560              | 740 700   | 80.0           | 91         | 36            | 55            | 6511                     | 8                    | 98         | 167        | 37         |
| 2003                                                                            | 681 444              | 740 700   | 92.0           | 89         | 37            | 52            | 7656                     | 8                    | 100        | 171        | 37         |
| 2004                                                                            | 518 490              | 740 700   | 70.0           | 92         | 41            | 51            | 5635                     | 8                    | 78         | 171        | 37         |
| 2010                                                                            | 538 000              | 769 000   | 70.0           | 82         | 32            | 50            | 6560                     | 20                   | 63         | 127        | 37         |
| 2014                                                                            | 535 000              | 775 000   | 69.0           | 82         | 40            | 42            | 6524                     | 27                   | 50         | 121        | 39         |
| 2017                                                                            | 536 000              | 760 800   | 70.5           | 75         | 37            | 38            | 7146                     | 35                   | 48         | 132        | 40         |
| 2020                                                                            | 560 100              | 768 578   | 72.9           | 68         | 35            | 33            | 8236                     | 34                   | 48         | 135        | 40         |
| Fuente: Catholic-Hierarchy, que a su vez toma los datos del Anuario Pontificio. |                      |           |                |            |               |               |                          |                      |            |            |            |

## Episcopologio
- Manuel Menéndez † (12 de junio de 1961-16 de julio de 1991 retirado)
- Luis Héctor Villalba (16 de julio de 1991-8 de julio de 1999 nombrado arzobispo de Tucumán)
- Raúl Omar Rossi † (22 de febrero de 2000-2 de febrero de 2003 falleció)
- Guillermo Rodríguez-Melgarejo † (30 de mayo de 2003-15 de junio de 2018 retirado)
- Miguel Ángel D'Annibale † (15 de junio de 2018-14 de abril de 2020 falleció)
- Martín Fassi, desde el 5 de diciembre de 2020